# Narcosis
Narcosis is een Nederlandse dramafilm uit 2022, geregisseerd door Martijn de Jong. De film won 3 Gouden Kalveren, waaronder die van beste hoofdrol voor Thekla Reuten.

## Verhaal
Een jong gezin raakt in een familietragedie wanneer de vader, een professionele duiker niet meer bovenkomt.

## Rolverdeling
| Acteur               | Personage            |
| -------------------- | -------------------- |
| Thekla Reuten        | Merel                |
| Fedja van Huêt       | John                 |
| Sepp Ritsema         | Boris                |
| Lola van Zoggel      | Ronja                |
| Vincent van der Valk | Sjoerd               |
| Janni Goslinga       | Klant                |
| Harpert Michielsen   | Makelaar             |
| Tine Joustra         | Expert               |
| Hannah van Lunteren  | Moeder Koosje        |
| Nola Frensdorf       | Koosje               |
| Bo Tarenskeen        | Vader Koosje         |
| Truus te Selle       | Vrouwelijke klant    |
| Steve Hooi           | Gym leraar           |
| Rochelle Deekman     | Lerares              |
| Roos Drenth          | Arts                 |
| Casper Gimbrère      | Klant                |
| Evalinde Lammers     | Caissiere supermarkt |
| Hylke van Sprundel   | Schoolhoofd          |
| Joop Wittermans      | Vader Klant          |
| Sara Luna Zoric      | Caissiere snackbar   |

## Productie
De soundtrack bevat het nummer "Look at You" van Patrick Watson. De film werd geselecteerd als de Nederlandse inzending voor de Oscar voor beste internationale film tijdens de 95ste Oscaruitreiking.

## Release
De film ging in première op 24 september 2022 op het 42ste Nederlands Film Festival.

## Prijzen en nominaties
| Jaar | Prijs       | Categorie            | Genomineerde(n)         | Uitslag     |
| ---- | ----------- | -------------------- | ----------------------- | ----------- |
| 2022 | Gouden Kalf | Beste langspeelfilm  | Trent                   | Genomineerd |
| 2022 | Gouden Kalf | Beste hoofdrol       | Thekla Reuten           | Gewonnen    |
| 2022 | Gouden Kalf | Beste camerawerk     | Martijn van Broekhuizen | Gewonnen    |
| 2022 | Gouden Kalf | Beste Costume Design | Manon Blom              | Gewonnen    |